# Bettino Craxi
Benedetto "Bettino" Craxi (Milán, 24 de febrero de 1934–Hammamet, 19 de enero de 2000) fue un político italiano, uno de los máximos exponentes del Partido Socialista Italiano (PSI). Fue primer ministro de Italia de 1983 a 1987 en la primera etapa del pentapartito italiano. Implicado en la trama de corrupción de Tangentopoli, huyó en 1994 a Túnez, donde falleció unos años más tarde.

## Biografía
Craxi nació en Milán el 24 de febrero de 1934. Su padre Vittorio Craxi fue un siciliano abogado y antifascista perseguido por el régimen de Benito Mussolini mientras que su madre Maria Ferrari era un ama de casa de Sant'Angelo Lodigiano. Durante la Segunda Guerra Mundial, el joven Craxi fue enviado al colegio católico Edmondo De Amicis debido a su carácter revoltoso y para protegerlo de la violencia fascista en represalia por las actividades antifascistas de su padre.
Tras la guerra, su padre asumió el cargo de viceprefecto en Milán y luego el de prefecto en Como, donde se trasladó con su familia en 1945. Unos meses más tarde, Craxi volvió a la universidad, primero en Como y luego en Cantù, donde se planteó ingresar en un seminario. El padre de Craxi se presentó a las elecciones generales italianas de 1948 por el Frente Democrático Popular, una alianza política entre el Partido Socialista Italiano (PSI) y el Partido Comunista Italiano (PCI). Hizo campaña por su padre y más tarde se afilió al PSI a la edad de 17 años.

## Trayectoria política
Craxi fue precoz y ascendió a muchos cargos públicos a una edad temprana. Mientras estudiaba en la facultad de Derecho de la Universidad de Milán y luego en la facultad de Ciencias Políticas de Urbino, Craxi fundó el «Núcleo Universitario Socialista» uniéndose al grupo de la «Nueva Universidad» y adhiriéndose al CUDI (Centro Universitario Democrático Italiano), el grupo estudiantil que apoyaba a las fuerzas de izquierda.
Durante este periodo se dedicó por primera vez a hablar en público, organizando conferencias, debates y proyecciones de películas, y en 1956 pasó a formar parte del Comité Provincial del PSI en Milán, y a dirigir la Federación de Juventudes Socialistas.
En 1956, tras la invasión soviética de Hungría, Craxi, con un grupo de leales, se comprometió a desvincular al Partido Socialista de su política procomunista, pero fracasó: su propuesta de asociar el Movimiento de Juventudes Socialistas a la Organización Internacional de Juventudes Democráticas fue rechazada.
En noviembre de 1956 fue elegido concejal en Sant'Angelo Lodigiano (ciudad natal de su madre), y en 1957 fue elegido miembro del Comité Central del PSI en representación de la corriente autonomista de Pietro Nenni.
En 1958 el partido lo envió a Sesto San Giovanni como responsable de la organización; en noviembre de 1960 fue elegido concejal en Milán con más de 1.000 preferencias y se convirtió en asesor en la junta de Gino Cassinis.
En 1961 fue excluido del Comité Central del Partido Socialista por el nuevo secretario Francesco De Martino. En 1963 fue nombrado dirigente del Secretariado Provincial de Milán del PSI y en 1965 Craxi se convirtió en miembro de la Dirección Nacional. Mientras tanto, en noviembre de 1964, fue reelegido concejal de Milán, continuando su compromiso público como asesor de Caridad y Asistencia en el ayuntamiento de Pietro Bucalossi.
En 1966, con la formación del Partido Socialista Unificado, una alianza política entre el Partido Socialista y el Partido Socialdemócrata, Craxi se convirtió en secretario provincial del PSU en Milán, junto con por el socialdemócrata Enrico Rizzi y Renzo Peruzzotti.
En elecciones generales de 1968 Craxi fue elegido por primera vez en la Cámara de Diputados con 23.788 votos, en la circunscripción de Milán-Pavía. En 1970, tras el fin de la alianza con el PSU, Craxi se convirtió en vicesecretario del PSI, a propuesta de Giacomo Mancini.
Durante este periodo fue un firme partidario de la coalición Centro-izquierda orgánica, entre la Demócratas Cristianos de Aldo Moro y Amintore Fanfani, los socialistas de Pietro Nenni, el Socialdemócratas de Giuseppe Saragat y el Republicanos de Ugo La Malfa.
En 1972, con la reelección de Francesco De Martino como secretario nacional del Partido Socialista durante el Génova Congreso, Craxi fue confirmado con Giovanni Mosca en el papel de Vicesecretario, recibiendo el encargo de tratar las relaciones internacionales del partido. Como representante del PSI en la Internacional Socialista, Craxi estrechó lazos con algunos de los principales futuros líderes europeos, como Willy Brandt, Felipe González, François Mitterrand, Mário Soares, Michel Rocard y Andreas Papandreou.
Como responsable de la política exterior del PSI apoyó, también financieramente, a algunos partidos socialistas prohibidos por las dictaduras de sus respectivos países, entre ellos el Partido Socialista Obrero Español, el Movimiento Socialista Panhelénico y el Partido Socialista Chileno de Salvador Allende, de quien Craxi era amigo personal.

## Secretario del PSI
En 1976, el secretario Francesco De Martino escribió un artículo en el periódico socialista Avanti! que provocó la caída del gobierno Aldo Moro y las subsiguientes snap election, en las que se produjo un impresionante crecimiento del Partido Comunista Italiano, dirigido por un joven líder, Enrico Berlinguer, mientras que la Democracia Cristiana lograba mantenerse como partido mayoritario con unos pocos votos. En cambio, para el PSI, aquellas elecciones fueron una derrota aplastante: los votos bajaron del umbral del 10%. De Martino, apuntando a una nueva alianza con los comunistas, se vio obligado a dimitir y abrió una grave crisis en el seno del partido.
Craxi fue nombrado para el puesto vacante de secretario nacional del partido, poniendo fin a años de luchas entre facciones dentro del PSI. Irónicamente, la «vieja guardia» lo vio como un líder efímero, que daba tiempo a cada facción para reagruparse. Sin embargo, fue capaz de consolidar el poder y aplicar sus políticas. En particular, buscó y consiguió distanciar al partido de los comunistas, llevándolo a una alianza con la Democracia Cristiana y otros partidos centristas, al tiempo que mantenía un perfil izquierdista y reformista.
Craxi siempre se opuso a la política de Compromiso Histórico de Moro y Berlinguer, una alianza política y un acomodo entre los democristianos y los comunistas; la alianza haría inevitablemente políticamente irrelevantes a los socialistas. Esbozó una línea de alternancia entre la DC y el ala izquierda, representada por su partido, debido a las estrechas relaciones entre el PCI y la Unión Soviética.
En la mañana del 16 de marzo de 1978, día en que el nuevo gabinete dirigido por Giulio Andreotti debía haberse sometido a una votación de confianza en el Parlamento italiano, el coche de Aldo Moro, ex primer ministro y luego presidente de la DC fue asaltado por un grupo de Brigadas Rojas terroristas en la Via Fani de Roma. Disparando armas automáticas, los terroristas mataron a los guardaespaldas de Moro y lo secuestraron. Craxi era el único dirigente político, junto con Amintore Fanfani  y Marco Pannella, para declararse disponible a una «solución humanitaria» que permitiera la liberación del estadista democristiano, suscitando duras críticas sobre el llamado «partido de la firmeza», impulsado principalmente por los comunistas. El 9 de mayo de 1978 el cadáver de Moro fue encontrado en el maletero de un Renault 4 en Via Caetani tras 55 días de encarcelamiento, durante los cuales Moro fue sometido a un juicio político por el llamado «tribunal popular» creado por el Brigate Rosse y se solicitó al gobierno italiano un intercambio de prisioneros.
En 1978 Craxi decidió cambiar el logotipo del partido. Eligió un clavel rojo para representar el nuevo rumbo del partido, en honor a la Revolución de los Claveles en Portugal. El partido redujo el tamaño de la antigua hoz y el martillo en la parte inferior del símbolo. Finalmente fue eliminado por completo en 1985.
En julio de 1978, tras la dimisión del Presidente Giovanni Leone, después de una larga batalla parlamentaria, Craxi logró reunir un gran número de votos, eligiendo a Sandro Pertini, como nuevo Presidente; Pertini fue el primer socialista en ocupar este cargo. Pertini contó también con el apoyo de los comunistas, que consideraban que el viejo partidario socialista no era propicio para el «nuevo rumbo» de Craxi.
Craxi, por un lado se distanció explícitamente del leninismo refiriéndose a formas de socialismo autoritario, y por otro mostró su apoyo a los movimientos de la sociedad civil y a las batallas por los derechos civiles, principalmente propuestos por el Partido Radical, supervisó su imagen a través de los medios de comunicación.
Como líder del PSI, intentó debilitar al Partido Comunista, que hasta entonces no había dejado de aumentar sus votos en las elecciones, y consolidar al PSI como un partido socialdemócrata reformista, moderno y fuertemente europeísta, con profundas raíces en la izquierda democrática. Esta estrategia exigía poner fin a la mayor parte de las tradiciones históricas del partido como partido sindicalista basado en la clase obrera e intentar conseguir nuevos apoyos entre los empleados de cuello blanco y del sector público. Al mismo tiempo, el PSI aumentó su presencia en las grandes empresas estatales y se vio muy implicado en casos de corrupción y financiación ilegal del partido, que acabarían dando lugar a las investigaciones Mani pulite.
Aunque el PSI nunca llegó a convertirse en un rival electoral serio ni para el PCI ni para la Democracia Cristiana, su posición central en la arena política le permitió reclamar el puesto de primer ministro para Craxi tras las elecciones generales de 1983. El apoyo electoral a la Democracia Cristiana se debilitó significativamente, quedándose con el 32,9% de los votos, frente al 38,3% que obtuvo en las 1979. El PSI, que sólo había obtenido el 11%, amenazó con abandonar la mayoría parlamentaria a menos que Craxi fuera nombrado primer ministro. Los democristianos aceptaron este compromiso para evitar unas nuevas elecciones. Craxi se convirtió en el primer socialista en la historia de la República Italiana en ser nombrado primer ministro, y el tercer miembro de un partido socialdemócrata en la historia de la Italia unificada en ocupar el cargo.

## Primer ministro de Italia
Craxi dirigió el tercer gobierno más longevo de Italia durante la era republicana (tras los gabinetes II y IV de Silvio Berlusconi) y tuvo una gran influencia en la política italiana durante toda la década de 1980; durante un tiempo, fue un estrecho aliado de dos figuras clave de la Democracia Cristiana, Giulio Andreotti y Arnaldo Forlani, en una vaga alianza entre partidos a menudo apodada CAF (de la primera letra del apellido Craxi-Andreotti-Forlani). Craxi controló con firmeza un partido hasta entonces aquejado de faccionalismo, e intentó distanciarlo de los comunistas y acercarlo a los democristianos y a otros partidos; su objetivo era crear una versión italiana de los partidos socialistas reformistas europeos, como el SPD alemán o el Partido Socialista francés. Craxi controló con firmeza un partido hasta entonces aquejado de faccionalismo, e intentó distanciarlo de los comunistas y acercarlo a los democristianos y otros partidos; su objetivo era crear una versión italiana de los partidos socialistas reformistas europeos, como el SPD alemán o el Partido Socialista francés. El Partido Socialista Italiano alcanzó su cúspide de posguerra cuando aumentó su porcentaje de votos en las elecciones generales de 1987. Sin embargo, el Partido Socialista Italiano nunca superó al mucho más grande Partido Comunista Italiano, cuyo carismático líder, Enrico Berlinguer, fue un feroz adversario de las políticas de Craxi a lo largo de los años.
La principal dinámica de la política italiana de posguerra fue encontrar la manera de mantener al Partido Comunista Italiano fuera del poder. Esto llevó a la formación constante de alianzas políticas entre partidos deseosos de mantener a raya a los comunistas. Las cosas se complicaron aún más por el hecho de que muchos partidos tenían corrientes internas que habrían dado la bienvenida a los comunistas en la coalición de gobierno, en particular, dentro de la Democracia Cristiana, el partido más grande de Italia desde 1945 hasta el final de la Primera República.

### Política interior
Durante el mandato de Craxi como primer ministro, Italia se convirtió en la quinta nación industrial y consiguió entrar en el G7 Grupo de las naciones más industrializadas. Sin embargo, la inflación era a menudo de dos dígitos. Contra la resistencia de los sindicatos, el Gobierno de Craxi reaccionó suprimiendo la indexación de los precios salariales (un mecanismo conocido como scala mobile o «escalera mecánica»), en virtud del cual los salarios se habían incrementado automáticamente en función de la inflación. La abolición del sistema de escaleras mecánicas ayudó a reducir la inflación, que también estaba bajando en otros países importantes, pero a largo plazo aumentó inevitablemente la acción sindical, ya que los trabajadores tuvieron que negociar mejores salarios. En cualquier caso, la victoria del «No» en el referéndum convocado por el Partido Comunista Italiano supuso una gran victoria para Craxi. Durante su mandato, el Partido Socialista ganó popularidad. Impulsó con éxito las PNB del país y controló la inflación.
En política interior, durante el mandato de Craxi se iniciaron varias reformas. En 1984, se introdujeron los contratos de solidaridad (acuerdos de trabajo compartido para evitar despidos), al tiempo que se relajaron las restricciones al empleo a tiempo parcial. En el ámbito del bienestar familiar, en 1984 y 1986 se promulgaron leyes que modificaron el sistema de subsidios familiares «para que las personas más necesitadas recibieran cantidades mayores y la cobertura se redujera progresivamente hasta el punto de finalizar una vez superados ciertos niveles de ingresos».

#### Concordato con el Vaticano
En 1984, Craxi firmó un acuerdo con la Ciudad del Vaticano que revisaba el Tratado de Letrán. Entre otras cosas, ambas partes declararon: «El principio de la religión católica como única religión del Estado italiano, al que se referían originalmente los Pactos de Letrán, se considerará que ya no está en vigor». También se puso fin a la posición de la Iglesia como única religión de Italia sostenida por el Estado, sustituyendo la financiación estatal por un impuesto sobre la renta de las personas físicas denominado otto per mille, al que también tienen acceso otros grupos religiosos, cristianos y no cristianos.
El concordato revisado regulaba las condiciones en las que se conceden efectos civiles a los matrimonios eclesiásticos y a las declaraciones eclesiásticas de nulidad de matrimonio. Entre los artículos suprimidos se encontraban los relativos al reconocimiento estatal de las órdenes de caballería y títulos nobiliarios conferidos por la Santa Sede, el compromiso de la Santa Sede de conceder honores eclesiásticos a los autorizados a desempeñar funciones religiosas a petición del Estado o de la Casa Real, y la obligación de la Santa Sede de permitir al gobierno italiano presentar objeciones políticas a la propuesta de nombramiento de obispos diocesanos.
Craxi no era católico: se definía como un «cristiano laico, como Giuseppe Garibaldi».

### Política exterior
En el ámbito internacional, Craxi ayudó a disidentes y partidos socialistas de todo el mundo a organizarse e independizarse. Entre los destinatarios de su ayuda logística destacan el Partido Socialista Obrero Español (PSOE) durante la dictadura de Francisco Franco y el dramaturgo Jiři Pelikan, en la antigua Checoslovaquia. De los archivos de la RAI (Radiotelevisione Italiana) se han desenterrado raras imágenes de Craxi intentando depositar flores en la tumba de Salvador Allende.
También hay pruebas de que parte del dinero ganado ilegalmente por Craxi se entregó en secreto a la oposición política de izquierdas en Uruguay durante la dictadura militar, a Solidaridad en el periodo de gobierno de Jaruzelski en Polonia y a Yasser Arafat y su Organización para la Liberación de Palestina debido a la simpatía de Craxi por la causa del Palestino. También desempeñó un papel en la toma del poder en Túnez en 1987 por Zine el Abidine Ben Ali.

#### Crisis de Sigonella
A nivel internacional, Craxi es quizás más recordado por un incidente ocurrido en octubre de 1985, cuando rechazó la petición del presidente estadounidense Ronald Reagan de extraditar a los secuestradores del crucero Achille Lauro. Tras largas negociaciones, los secuestradores obtuvieron un salvoconducto para llegar a Egipto en avión. Tres United States Navy F-14 obligaron al avión a descender hasta las instalaciones aeronavales (NAF) de Sigonella.Según la versión de los círculos políticos de Washington, Craxi dio primero permiso a las Fuerzas de Estados Unidos para detener a los terroristas, pero luego incumplió el trato. Ordenó a las tropas italianas que rodearan a las fuerzas estadounidenses que protegían el avión.
Supuestamente, esta medida fue dictada tanto por la preocupación por la seguridad de que los terroristas atacaran Italia si Estados Unidos se salía con la suya como por la tradición italiana de diplomacia con el mundo árabe. El carácter decisivo de Craxi puede haber sido relevante en esta resolución. Aunque los estadounidenses exigieron a las autoridades italianas la extradición de Abu Abbas de la OLP, Craxi se mantuvo firme alegando que el crimen se había perpetrado en suelo italiano, sobre el que la República Italiana tenía jurisdicción exclusiva. Craxi rechazó la orden de extradición estadounidense y dejó que Abu Abbas -jefe de los secuestradores, presente en el avión- huyera a Yugoslavia; Posteriormente, los cuatro secuestradores fueron declarados culpables y condenados a penas de prisión por secuestro y asesinato de un ciudadano judío estadounidense, Leon Klinghoffer. Más tarde, Abbas también fue condenado en Italia juicio en rebeldía y finalmente murió de «causas naturales», poco después de ser hecho prisionero por las fuerzas estadounidenses tras la invasión de Irak en 2003. Este episodio le valió a Craxi un artículo en The Economist titulado «El hombre fuerte de Europa» y una gran ovación en el Senado de la República, que incluía a sus oponentes comunistas.

#### Ataque de EE.UU. a Libia
Según Giulio Andreotti, ministro de Asuntos Exteriores de Italia en aquella época (y 42º primer ministro de Italia) y Abdel Rahman Shalgham (ministro de Asuntos Exteriores de Libia desde 2000 hasta 2009), Craxi fue la persona que telefoneó al líder libio Muammar al-Gaddafi para advertirle de los inminentes ataques aéreos de represalia estadounidenses Operation El Dorado Canyon contra Libia el 15 de abril de 1986. Esto permitió a Gadafi y a su familia evacuar su residencia en el complejo Bab al-Azizia momentos antes de que cayeran las bombas. La declaración de Shalgham también fue confirmada por Margherita Boniver, responsable de Asuntos Exteriores del Partido Socialista de Craxi en aquel momento.
Para el ataque a Libia, el gobierno de Craxi negó a Estados Unidos cualquier derecho de sobrevuelo militar, al igual que Francia y España. Para Estados Unidos, esto impidió el uso de bases continentales europeas, lo que obligó al componente de la Fuerza Aérea estadounidense a despegar de RAF Upper Heyford, Reino Unido, volar alrededor de Francia y España, sobre Portugal y a través del Estrecho de Gibraltar, sumando 1.300 millas (2.100 km) en cada trayecto y requiriendo múltiples repostajes aéreos.

### Dimisión
En abril de 1987, el Secretario de la Democracia Cristiana Ciriaco De Mita decidió abandonar su apoyo al Gobierno de Craxi. Esto provocó la caída inmediata del gabinete y la formación de un nuevo gobierno dirigido por el político democristiano de larga trayectoria Amintore Fanfani. A pesar de que Fanfani era íntimo amigo y aliado de Craxi, no participó en la ceremonia de toma de posesión, enviando al subsecretario de la Presidencia del Consejo Giuliano Amato.

## Después del cargo de primer ministro
En las elecciones generales de 1987 el PSI obtuvo el 14,3% de los votos, un buen resultado pero menos bueno de lo que esperaba Craxi, y esta vez le tocó gobernar a la Democracia Cristiana. De 1987 a 1992 el PSI participó en cuatro gobiernos, lo que permitió a Giulio Andreotti hacerse con el poder en 1989 y gobernar hasta 1992. Los socialistas mantenían un fuerte equilibrio de fuerzas, lo que les hacía más poderosos que los democristianos, que tenían que depender de él para formar mayoría en el Parlamento. El PSI mantuvo un férreo control de esta ventaja.
La alternativa que Craxi tanto había deseado iba tomando forma: la idea de una «Unidad Social» con los demás partidos políticos de izquierdas, incluido el PCI, propuesta por Craxi en 1989 tras la caída del comunismo. Creía que el colapso del comunismo en Europa del Este había socavado al PCI y había hecho inevitable la Unidad Social. De hecho, el PSI estaba en condiciones de convertirse en el segundo partido de Italia y en la fuerza dominante de una nueva coalición de izquierdas opuesta a una liderada por la Democracia Cristiana. Esto no llegó a suceder debido al ascenso de la Liga Norte y a los escándalos del Tangentopoli.

## Decadencia y disolución del PSI
Craxi dimitió como Secretario del partido en febrero de 1993. Entre 1992 y 1993, la mayoría de los miembros del partido abandonaron la política y tres diputados socialistas se suicidaron. A Craxi le sucedieron dos sindicalistas socialistas, primero Giorgio Benvenuto y después Ottaviano Del Turco. En las elecciones provinciales y municipales de diciembre de 1993, el PSI fue prácticamente barrido, obteniendo alrededor del 3% de los votos. En Milán, donde el PSI había obtenido un 20% en 1990, el PSI sólo obtuvo un 2%, que ni siquiera bastó para elegir un concejal. Del Turco intentó en vano recuperar la credibilidad del partido.
En las elecciones generales de 1994, lo que quedaba del PSI se alió con la Alianza de Progresistas dominada por la encarnación poscomunista del PCI, el Partido Democrático de la Izquierda (PDS). Del Turco cambió rápidamente el símbolo del partido para reforzar la idea de innovación. Sin embargo, esto no impidió que el PSI obtuviera sólo el 2,2% de los votos, frente al 13,6% de 1992. El PSI obtuvo 16 diputados y 14 senadores: Paolo Bagnoli, Orietta Baldelli, Francesco Barra, Luigi Biscardi, Guido De Martino, Gianni Fardin, Carlo Gubbini, Maria Rosaria Manieri, Cesare Marini, Maria Antonia Modolo, Michele Sellitti, Giancarlo Tapparo, Antonino Valletta y Antonio Vozzi.</ref> elegidos, frente a los 92 diputados y 49 senadores de 1992. La mayoría de ellos procedían del ala izquierda del partido, como el propio Del Turco. La mayoría de los socialistas se unieron a otras fuerzas políticas, principalmente Forza Italia, el nuevo partido liderado por Silvio Berlusconi, el Patto Segni y Alianza Democrática.
El partido se disolvió el 13 de noviembre de 1994 tras dos años de agonía, en los que casi todos sus antiguos dirigentes, especialmente Craxi, se vieron implicados en Tangentopoli y decidieron abandonar la política. El centenario partido echó el cierre, en parte gracias a sus dirigentes por su personalización del PSI.

## Muerte y legado
Todo ello hizo que se le considerara el símbolo de la corrupción política. Craxi escapó a las leyes que en su día había contribuido a hacer, huyendo a Hammamet, Túnez, en 1994; allí permaneció fugitivo, protegido por el gobierno de Zine El Abidine Ben Ali, su amigo personal. Se declaró inocente en repetidas ocasiones, pero nunca regresó a Italia, donde había sido condenado a 27 años de cárcel por sus delitos de corrupción; de ellos, 9 años y 8 meses fueron confirmados en apelación.
Craxi murió el 19 de enero de 2000, a los 65 años, por complicaciones de la diabetes. El primer ministro y líder de Demócratas de Izquierda, Massimo D'Alema, propuso un funeral de Estado, que no fue aceptado por la familia de Craxi, que acusó al Gobierno de impedir su regreso a Italia para someterse a una delicada intervención quirúrgica en el Hospital San Raffaele de Milán.
El funeral de Craxi tuvo lugar en la Catedral de San Vicente de Paúl de Túnez y contó con una gran participación de la población local. Antiguos militantes del PSI y otros italianos llegaron a Túnez para hacer los últimos saludos a su líder. Sus partidarios salieron a la puerta de la catedral tunecina y atacaron a Lamberto Dini y Marco Minniti, representantes del Gobierno italiano, con insultos y el lanzamiento de monedas. La tumba de Craxi se encuentra en el pequeño cementerio cristiano de Hammamet. Según algunas fuentes, está orientada hacia Italia; tras una encuesta realizada en 2017, se reveló que esto era erróneo.